# Lubuntu
Lubuntu（發音：luːˈbuːntuː）是Ubuntu Linux桌面系統計劃的一个分支，自从18.10版其預設桌面環境為LXQt，特別適用於配備老舊的電腦。和Xubuntu、Ubuntu Lite一樣，都是屬於追求輕巧的Ubuntu分支。其特色除了輕巧快速外，並提供極低的套件相依性，將因為套件相依造成的操作問題減到最低。Lubuntu最初使用的桌面环境是LXDE，从2018年10月开始，Lubuntu 18.10转而采用LXQt桌面环境。
“Lubuntu”这个名字是“LXQt”和"Ubuntu"的混合。

## 历史

Lenny，Lubuntu的官方吉祥物

Lubuntu最早可以追溯到2008年10月发布的Ubuntu 8.10 Intrepid Ibex，该Ubuntu发行版首次支持LXDE桌面环境。但Lubuntu的早期版本，包括8.10、9.04和9.10，都没有提供单独的安装镜像，只能作为Ubuntu资源库上的一个软件包lubuntu-desktop安装在Ubuntu上。
2009年2月，马克·沙特尔沃思邀请LXDE项目作为Ubuntu社区上的一个自维护项目，以建立一个新的Ubuntu官方衍生项目，名为“Lubuntu”。次月，Mario Behling在Launchpad上启动了Lubuntu项目。
Lubuntu原本預計在2009年10月發行第一個版本，並在該年9月初時推出第一個測試版，但最後並未正式發行。
隨著Ubuntu 10.04進入Beta階段，Lubuntu也於2010推出Beta版本，最後並在2010年5月2日推出正式版。
2011年5月，Lubuntu正式成为Ubuntu的官方分支。
2014年，项目组宣布将基于GTK+的LXDE和基于Qt的Razor-qt合并到一个新的、基于Qt的LXQt桌面中，而Lubuntu也将逐步过渡到该桌面环境中。2018年10月发布的Lubuntu 18.10正式采用了LXQt桌面环境。
2014年，Lenny成为Lubuntu的吉祥物。
2018年，开发团队重新思考了Lubuntu的开发方向，將主要的目标從为老旧的计算机提供一个轻量级的操作系统，轉向吸引用戶使用、提供便利且模塊化的系統。
2019年1月，开发团队成立新机构——Lubuntu理事会，以规范之前的组织，并有自己的书面章程。

## 特性
- 輕巧－只需要很少的CPU資源即可執行順暢，而且當記憶體容量充足時表現特別出色。
- 快速－它甚至可以執行在1999年出產的老舊電腦上。(新版本则需要更高的硬件要求,具体请查阅Lubuntu官网.)
- 省能源－它比其他常見的系統需要較少的資源執行相同的工作。
- 簡樸美－藉由GTK+ 2，它擁有美觀、支援國際化的使用者介面。
- 使用簡單－提供使用者選擇如Eee PC般的應用程式桌面選單，或是如微軟Windows般的應用程式列表。
- 可自訂性－使用者可以輕易自訂LXDE的外觀。
- 其他功能－提供如分頁檔案瀏覽或是執行對話框選單等功能，新程式在安裝後圖示即立即出現在桌面選單上。
- 套件間無相依性－每一個套件可以分開使用，並不會相依到其他套件，可避免套件相依性帶來的操作問題。
- 相容標準－相容於freedesktop.org所訂定標準。

## 預設系統元件
- PCManFM－超輕巧，擁有分頁的檔案管理器。
- LXPanel－可以使用圖形介面設定的桌面面板。
- LXSession－標準相容的X11作業階段管理器，支援透過HAL與GDM關機、重新開機與暫停（LXSession Lite是個去掉X11作業階段支援的精簡版本，而且更加穩定）
- LXAppearance－LXAppearance是一套新的多功能GTK+ 佈景切換器，可以切換GTK+ 佈景、圖示以及程式使用的字型。
- LXLauncher－LXLauncher是個桌面上的程式清單。
- Openbox－輕量，相容標準，而且具備高度可調整性的視窗管理器。
- GPicView－簡潔、快速、輕量的圖片檢視器，可以立即啟動。
- Leafpad－簡單輕量的文字編輯器。
- LXDE Common－整合LXDE不同元件的設定值，管理系統動作並整合顯示樣式。
- LXTerminal－不相依桌面環境的VTE-based終端機模擬器，多個終端機視窗共用一個執行程序節省系統資源。
- XArchiver－輕量、快速、不相依桌面環境的壓縮檔管理器。
- LXRandR－螢幕設定工具，可以設定多螢幕。
- LXNM－輕量級網路連線管理工具，可調校無線網路連線（僅限于Linux操作系统）。
- GtkNetCat－Netcat的圖形介面前端。Netcat是一個讀寫TCP或UDP連線的網路工具。
- Chromium－Google的Web瀏覽器的開放原始碼版本。适用于13.04以及之前版本。
- Firefox－开源的网页浏览器。适用于13.10以及之后版本。

## 發佈歷史
| 版本  | 代號              | 發佈日期       | 支持至     | 特點                                |
| ----- | ----------------- | -------------- | ---------- | ----------------------------------- |
| 8.10  | Intrepid Ibex     | 2008年10月30日 | 2010年4月  | 只以一個可選的桌面套件發佈          |
| 9.04  | Jaunty Jackalope  | 2009年4月23日  | 2010年10月 | 只以一個可選的桌面套件發佈          |
| 9.10  | Karmic Koala      | 2009年10月26日 | 2011年4月  | 只以一個可選的桌面套件發佈          |
| 10.04 | Lucid Lynx        | 2010年5月2日   | 2013年4月  | 長期支援版本（LTS）                 |
| 10.10 | Maverick Meerkat  | 2010年10月10日 | 2012年4月  |                                     |
| 11.04 | Natty Narwhal     | 2011年4月28日  | 2012年10月 |                                     |
| 11.10 | Oneiric Ocelot    | 2011年10月13日 | 2013年4月  | 成为Ubuntu官方分支后的第一个版本    |
| 12.04 | Precise Pangolin  | 2012年4月26日  | 2013年10月 | 並非長期支援版本                    |
| 12.10 | Quantal Quetzal   | 2012年10月18日 | 2014年4月  |                                     |
| 13.04 | Raring Ringtail   | 2013年4月25日  | 2014年1月  |                                     |
| 13.10 | Saucy Salamander  | 2013年10月17日 | 2014年7月  | Firefox替代Chrome作為系統網頁瀏覽器 |
| 14.04 | Trusty Tahr       | 2014年4月17日  | 2017年4月  | 第一個官方的長期支援版本            |
| 14.10 | Utopic Unicorn    | 2014年10月23日 | 2015年7月  |                                     |
| 15.04 | Vivid Vervet      | 2015年4月23日  | 2016年1月  |                                     |
| 15.10 | Wily Werewolf     | 2015年10月22日 | 2016年7月  |                                     |
| 16.04 | Xenial Xerus      | 2016年4月21日  | 2019年4月  | 第二個官方的長期支援版本            |
| 16.10 | Yakkety Yak       | 2016年10月13日 | 2017年7月  |                                     |
| 17.04 | Zesty Zapus       | 2017年4月13日  | 2018年1月  |                                     |
| 17.10 | Artful Aardvark   | 2017年10月19日 | 2018年7月  |                                     |
| 18.04 | Bionic Beaver     | 2018年4月27日  | 2021年4月  | 第三個官方的長期支援版本            |
| 18.10 | Cosmic Cuttlefish | 2018年10月19日 | 2019年7月  | 將桌面環境切換為基於Qt的LXQt        |
| 19.04 | Disco Dingo       | 2019年4月18日  | 2020年1月  |                                     |
| 19.10 | Eoan Ermine       | 2019年10月17日 | 2020年7月  |                                     |
| 20.04 | Focal Fossa       | 2020年4月23日  | 2023年4月  | 第四個官方的長期支援版本            |
| 20.10 | Groovy Gorilla    | 2020年10月22日 | 2021年7月  |                                     |
| 21.04 | Hirsute Hippo     | 2021年4月22日  | 2022年1月  |                                     |
| 21.10 | Impish Indri      | 2021年10月14日 | 2022年7月  |                                     |
| 22.04 | Jammy Jellyfish   | 2022年4月21日  | 2025年4月  | 第五個官方的長期支援版本            |
| 22.10 | Kinetic Kudu      | 2022年10月20日 | 2023年7月  |                                     |
| 23.04 | Lunar Lobster     | 2023年4月20日  | 2024年1月  |                                     |
| 23.10 | Mantic Minotau    | 2023年10月12日 | 2024年7月  |                                     |
| 24.04 | Noble Numbat      | 2024年4月25日  | 2027年4月  | 第六個官方的長期支援版本            |
| 24.10 | Oracular Oriole   | 2024年10月10日 | 2025年7月  |                                     |
| 25.04 | Plucky Puffin     | 2025年4月17日  | 2026年1月  | 當前版本                            |
| 25.10 | Questing Quokka   | 2025年10月     | 2026年7月  |                                     |

| 色彩 | 意義          |
| ---- | ------------- |
| 紅   | 舊版本;不支援 |
| 黃   | 舊版本;支援中 |
| 綠   | 當前版本      |
| 藍   | 未來版本      |

## 註解
1. ↑  . 2025年4月17日  [2025年4月18日].
2. 1 2  . lubuntu.me.   [2020-08-06]. （原始内容存档于2020-11-09）.
3. ↑  . wiki.lxde.org.   [2020-08-06]. （原始内容存档于2018-06-23）.
4. ↑  . Informatique de Julien. 2009-10-29  [2020-08-06]. （原始内容存档于2018-06-23） （法语）.
5. ↑  Behling, Mario. . LXDE Blog. 2009-02-05  [2020-08-06]. （原始内容存档于2016-08-31） （美国英语）.
6. ↑  Barbu, Doru. . softpedia.   [2020-08-06]. （原始内容存档于2018-07-28） （英语）.
7. ↑  . wiki.ubuntu.com.   [2020-08-06]. （原始内容存档于2011-04-29）.
8. ↑  . Launchpad.   [2020-08-06] （英语）.
9. ↑  .   [2009-06-27]. （原始内容存档于2019-02-07）.
10. ↑  .   [2010-03-23]. （原始内容存档于2019-02-17）.
11. ↑  .   [2010-03-23]. （原始内容存档于2016-04-02）.
12. ↑  .   [2010-05-03]. （原始内容存档于2012-04-14）.
13. ↑  .   [2011年5月11日]. （原始内容存档于2018年7月28日）.
14. ↑  . OMG! Ubuntu!. 2014-06-06  [2020-08-06]. （原始内容存档于2019-04-25） （英国英语）.
15. ↑  Stahie, Silviu. . softpedia.   [2020-08-06]. （原始内容存档于2019-04-25） （英语）.
16. ↑  . wiki.ubuntu.com.   [2020-08-06]. （原始内容存档于2020-11-08）.
17. ↑  . lubuntu.me.   [2020-08-06]. （原始内容存档于2020-11-10）.
18. ↑  Logix. . Linux Uprising Blog.   [2020-08-06]. （原始内容存档于2020-11-07） （美国英语）.
19. ↑  . lubuntu.me.   [2020-08-06]. （原始内容存档于2020-11-27）.

## 外部連結
- Lubuntu官方網站 （页面存档备份，存于）
- Lubuntu在Ubuntu Wiki頁面的介紹 （页面存档备份，存于）
- LXDE官方網站
- Lubuntu章程[]